# Зеллер, Жюль Сильвен
Жюль Сильвен Зеллер (фр. Jules Sylvain Zeller; 1819 или 1820 — 1900) — французский историк.
Был профессором в Сорбонне и в Нормальной школе и главным инспектором высших школ. 
Его работы: 
- «Ulrich v. Hutten, sa vie, ses oeuvres, son époque» (1849);
- «Histoire de l’Italie» (1852);
- «Les empereurs romains, caractères et portraits historiques» (1863);
- «Entretiens sur l’histoire de l’antiquité et du moyen âge» (1865);
- «Histoire d’Allemagne» (1872-1881), до 1197;
- «Les tribuns et les révolutions en Italie» (1874);
- «Pie IX et Victor Emmanuel» (1879).